# Résolution 1528 du Conseil de sécurité des Nations unies
Membres permanents
- Chine
- États-Unis
- France
- Royaume-Uni
- Russie

Membres non permanents
- Algérie
- Allemagne
- Angola
- Bénin
- Brésil
- Chili
- Espagne
- Pakistan
- Philippines
- Roumanie

Résolution no 1527 Résolution no 1529
La résolution 1528 du Conseil de sécurité des Nations unies, adoptée à l'unanimité le 27 février 2004, après avoir rappelé les résolutions 1464 (2003), 1479 (2003), 1498 (2003), 1514 (2003) et 1527 (2004) sur la situation en Côte d'Ivoire, créer l'Opération des Nations unies en Côte d'Ivoire (ONUCI) pour une période initiale de douze mois.